# Суперкубок Туреччини з футболу 2025
Суперкубок Туреччини з футболу 2025 — 52-й розіграш турніру. Матчі відбудуться у січні 2026 року між чотирма найсильнішими командами Туреччини сезону 2024-25.
| Володар Суперкубка Туреччини 2025 |
| --------------------------------- |
|                                   |
|                                   |

## Формат
У турнірі взяли участь фіналіст Кубка Туреччини та три найкращі команди Суперліги:
- Чемпіон Туреччини — Галатасарай (одночасно і переможецьк кубка)
- Віце-чемпіон Туреччини — Фенербахче
- Бронзовий призер Чемпіонату Туреччини — Самсунспор
- Фіналіст Кубка Туреччини — Трабзонспор

## Півфінали
| січень 2026 --:-- (EEST) |

| Галатасарай | — | Самсунспор |
| ----------- | - | ---------- |
|             |   |            |

|  |

| січень 2026 --:-- (EEST) |

| Фенербахче | — | Трабзонспор |
| ---------- | - | ----------- |
|            |   |             |

|  |